# Lîskî, Prîlukî
Lîskî (în ucraineană Лиски) este un sat în comuna Krasleanî din raionul Prîlukî, regiunea Cernihiv, Ucraina. În secolul al XIX-lea, satul făcea parte din volostul Perevolocina, uezdul Prîlukî.

## Demografie
Componența lingvistică a localității Lîskî
     Ucraineană (98,14%)
     Rusă (1,86%)
Conform recensământului din 2001, majoritatea populației localității Lîskî era vorbitoare de ucraineană (98,14%), existând în minoritate și vorbitori de rusă (1,86%).